# Irgo
Irgo – miejscowość w Hiszpanii, w Katalonii, w prowincji Lleida, w comarce Alta Ribagorça, w gminie El Pont de Suert.
Według danych opublikowanych przez Institut d’Estadística de Catalunya w 2020 roku liczyła 8 mieszkańców – 5 mężczyzn i 3 kobiety. Liczba mieszkańców w poprzednich latach: 4 (2008), 5 (2014), 4 (2015), 7 (2019).